# Isochilus alatus
Isochilus alatus är en orkidéart som beskrevs av Rudolf Schlechter. Isochilus alatus ingår i släktet Isochilus och familjen orkidéer. Inga underarter finns listade i Catalogue of Life.